# Eupithecia prufferi
Eupithecia prufferi là một loài bướm đêm trong họ Geometridae.